# Bluka Teubai
Bluka Teubai is een bestuurslaag in het regentschap Aceh Utara van de provincie Atjeh, Indonesië. Bluka Teubai telt 1542 inwoners (volkstelling 2010).